# Bahía de San Pedro
Bahía de San Pedro es una bahía en el país asiático de las Filipinas, en el extremo noroeste del Golfo de Leyte, con unos 15 km de este a oeste y 20 km de norte a sur. La bahía limita al norte y al este con Sámar y al este con la isla Leyte. Está conectada por el Estrecho de San Juanico a la Bahía de Carigara del Mar de Sámar. La ciudad más grande de la bahía es la localidad de Tacloban, la capital de la provincia de Leyte.